# Aegle gratiosa
Aegle gratiosa là một loài bướm đêm trong họ Noctuidae.